# Grk (Brod)
Pour les articles homonymes, voir Grk.
Grk (en serbe cyrillique : Грк) est un village de Bosnie-Herzégovine. Il est situé dans la municipalité de Brod et dans la république serbe de Bosnie. Selon les premiers résultats du recensement bosnien de 2013, il compte 276 habitants.

## Démographie

### Évolution historique de la population dans la localité
| 1948 | 1953 | 1961 | 1971 | 1981 | 1991 | 2013 |
| ---- | ---- | ---- | ---- | ---- | ---- | ---- |
| 886  | 755  | 713  | 606  | 549  | 559, | 276  |

|  |